# Varga László (festő)
Varga László (Csenger, 1963–) magyarországi cigány festőművész.

## Életútja
Oláh cigány családban született, festészettel nyíregyházi tanárképző főiskola művészeti szakkörében kezdett foglalkozni. 1982-ben Budapestre költözött és a Képzőművészeti Főiskola önképző körében fejlesztette tovább képzőművészeti tudását, ahol a festészeten kívül közelebbről megismerkedett a szobrászattal és a rézkarc technikával is. 2006-ban szerzett diplomát a Pécsi Tudományegyetem művelődésszervező- és filmtörténész szakán. Festményeinek legfőbb témája a cigányok világa, stílusa szándékai szerint realista, ám jótékonyan áthatja a népies szecesszió, mely a derű, az optimizmus világába irányítja a képzeletet. 2008-ban fél évre az Amerikai Egyesült Államokba utazott, ott is festett, és több-kevesebb sikerrel el is adta képeit. Hazaérkezése után 2008-ban megalapította az Alkotó Művészek Szövetségét, amelynek kizárólag cigány képzőművészek a tagjai. 2008 után főleg szakrális és allegorikus képeket fest. A Cigány Ház alkotó táboraiba már az 1990-es évek eleje óta eljár, és részt vesz azok csoportos kiállításain. Alkotásait őrzi a Roma Parlament állandó kiállítása, a Néprajzi Múzeum és a Magyar Művelődési Intézet gyűjteménye. A 2009-es Cigány festészet című albumban megjelentették szakmai életrajzát és hat olajfestményét, melyekből öt portré, egy pedig csendélet.

## A Cigány festészet című albumba beválogatott képei
- Önarckép (olaj, farost, 46x56 cm, 1980)
- Romnyi esirikjászd (Cigányasszony madárral) (olaj, vászon, 40x50 cm, 1989)
- Női portré napraforgóval (olaj, farost, 60x80 cm, 1996)
- A kígyó (olaj, vászon, 40x50 cm, 1998)
- Női portré (virággal hajában) (olaj, vászon, 40x50 cm, 1998)
- Csendélet pillangókkal (olaj, farost, 80x60 cm, 1998)[1]

## Kiállításai (válogatás)

### Csoportos
- 2007 • Az emlékezés színes álmai, vándorkiállítás, Peking • Magyar Nemzeti Galéria, Budapest
- 2008, 2009 • Az emlékezés színes álmai, vándorkiállítás, Szolnok • Eger • Pécs • Salgótarján • Miskolc • Szekszárd
- 2009 • Köztetek, Balázs János Galéria, Budapest.